# 연조직

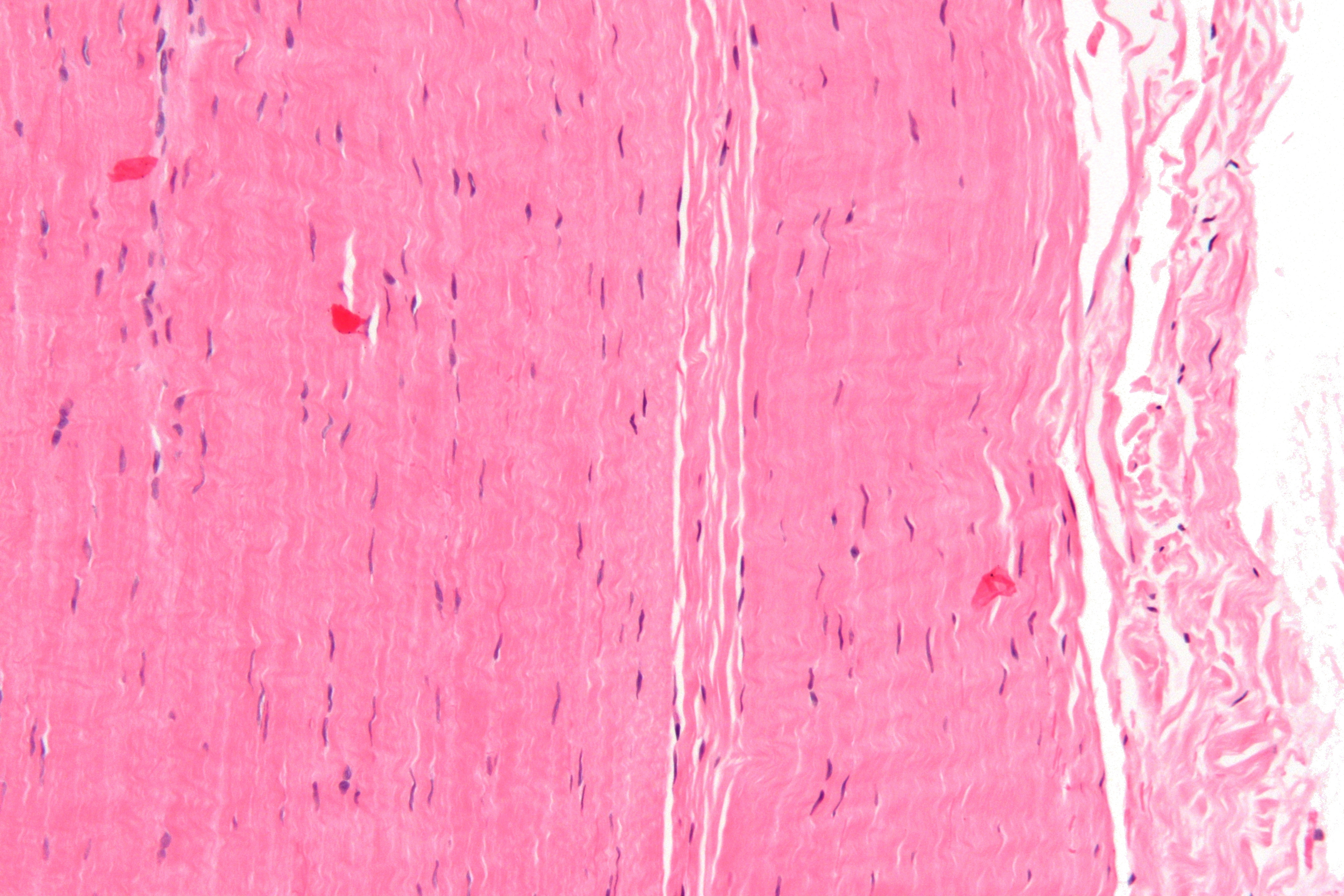
힘줄의 현미경 사진. H&E 염색.

연조직은 뼈, 치아 등 골화나 석회화 과정에 의해 경화되지 않은 신체의 모든 조직을 말한다. 연조직은 결합 조직 내부 장기와 뼈를 연결하거나 둘러싸거나 지지하며 근육, 힘줄, 인대, 지방, 섬유 조직, 림프 및 혈관, 근막 및 윤활막을 포함한다.
이는 때때로 "세망내피계 시스템 및 신경교세포를 제외한 비신상피, 골격외 중간엽"과 같이 그렇지 않은 것으로 정의된다.

## 같이 보기
- 생체 재료
- 생물역학
- 유변학